# Häxtjärnen
Häxtjärnen är en sjö i Ljusdals kommun och Ånge kommun i Hälsingland och ingår i Ljusnans huvudavrinningsområde. Sjön har en area på 0,0906 kvadratkilometer och ligger 394,9 meter över havet.

## Delavrinningsområde
Häxtjärnen ingår i det delavrinningsområde (691157-148052) som SMHI kallar för Mynnar i Sillerboån. Medelhöjden är 414 meter över havet och ytan är 11,71 kvadratkilometer. Det finns inga avrinningsområden uppströms utan avrinningsområdet är högsta punkten. Vattendraget som avvattnar avrinningsområdet har biflödesordning 3, vilket innebär att vattnet flödar genom totalt 3 vattendrag innan det når havet efter 196 kilometer. Avrinningsområdet består mestadels av skog (80 procent) och sankmarker (12 procent). Avrinningsområdet har 0,09 kvadratkilometer vattenytor vilket ger det en sjöprocent på 0,8 procent.